# KazMunayGas Önimderi
KazMunayGas Önimderi (kasachisch ҚазМұнайГаз Өнімдері) ist ein Tankstellenbetreiber in Kasachstan mit Sitz in Astana. Es ist ein Tochterunternehmen der staatlichen kasachischen Erdölgesellschaft KazMunayGas.
Das Unternehmen wurde im April 2009 gegründet. Es betrieb im April 2010 in Kasachstan mehr als 270 Tankstellen und ist somit einer der größten Tankstellenbetreiber des Landes.